# 克珊忒山脉
克珊忒山脉（Xanthe Montes）是火星卢娜沼区一座绵延500公里（311英里）的山脉，其名称取自古典反照率特征名，2006年被国际天文学联合会批准接受。

## 另请查看
- 火星山脉列表